# Margot Wallström
Margot Elisabeth Wallström (Skellefteå, 28 september 1954) is een Zweedse politica voor de Socialdemokraterna (S). Ze was onder meer minister in verschillende Zweedse kabinetten, het meest recent als minister van Buitenlandse Zaken en vicepremier (2014–2019) in de regering van Stefan Löfven. Tussen 1999 en 2010 was ze actief op Europees niveau, eerst als Eurocommissaris voor Milieu in de commissie-Prodi (1999–2004) en vervolgens als Eurocommissaris voor Communicatie en Interinstitutionele Betrekkingen en vicevoorzitter in de commissie-Barroso I (2004–2010).

## Biografie
Wallström raakte op jonge leeftijd geïnteresseerd in politiek en sloot zich aan bij de Zweedse sociaaldemocraten. Bij de parlementsverkiezingen van 1979 werd zij op 25-jarige leeftijd voor het eerst gekozen in de Rijksdag, het Zweedse parlement. Tussen 1988 en 1998 was ze gedurende drie periodes minister: zo was ze minister voor Consumentenbelangen, Vrouwenzaken en Jongerenbeleid (1988–1991), minister van Cultuur (1994–1996) en minister van Volksgezondheid en Sociale Zaken (1996–1998). Haar eerste twee ministerschappen diende zij onder premier Ingvar Carlsson, haar derde onder premier Göran Persson. Tussen 1993 en 1994 was Wallström directeur van een Zweeds lokaal televisiestation in Värmland.
In 1999 stapte Wallström over naar de Europese politiek en was daar tot november 2004 Eurocommissaris voor Milieu in de commissie-Prodi. In deze functie droeg zij onder meer verantwoordelijkheid voor het mestbeleid, de introductie van schone brandstoffen en maatregelen tegen de vervuilende industrie. Ook verbood zij de gasboringen in de Waddenzee op grond van de Vogel- en Habitatrichtlijn. In november 2004 begon Wallström in de commissie-Barroso I aan een tweede termijn als Eurocommissaris, ditmaal belast met betrekkingen met het parlement en communicatie met de burgers. Ze bekleedde deze functie tot februari 2010 en was in deze periode tevens vicevoorzitter van de commissie.
In januari 2010 droeg Ban Ki-moon, toenmalig secretaris-generaal van de Verenigde Naties, Wallström voor als speciale gezant voor seksueel geweld in conflictgebieden. Ze trad aan in april van dat jaar en was de eerste die deze functie bekleedde. In juni 2012 werd ze opgevolgd door Zainab Bangura.
Wallström keerde in 2014 terug naar de Zweedse nationale politiek. Op 3 oktober van dat jaar werd ze minister van Buitenlandse Zaken en vicepremier in het kabinet-Löfven I. Vanaf 25 mei 2016 was ze in deze regering tevens minister van Noordse Samenwerking. Bij het aantreden van het tweede kabinet van Stefan Löfven, op 21 januari 2019, bleef Wallström zowel vicepremier als minister van Buitenlandse Zaken, maar op 10 september van dat jaar trad ze af om meer tijd te kunnen besteden aan haar familie. 

### Persoonlijk
Margot Wallström is getrouwd en heeft twee kinderen.